# Catherine Belrhiti
Pour les articles homonymes, voir Belrhiti.
Catherine Belrhiti est une karatéka et femme politique française, née le 10 août 1962 à San Salvo, dans les Abruzzes en Italie.

## Biographie
Elle est entraîneur de karaté dans son club et professeur certifié d'histoire et géographie,,.
Elle remporte l'épreuve de kumite individuel féminin plus de 60 kilos aux championnats d'Europe de karaté 1989, 1990 et 1991 ainsi qu'aux championnats du monde de karaté 1990 et 1992. Elle est septième dan de karaté. Elle était l'épouse de Patrice Belrhiti, également karatéka.
Elle est sénatrice de la Moselle depuis le 14 juillet 2020 en remplacement de François Grosdidier, élu maire de Metz, qui démissionne pour éviter le cumul de mandats.
À la suite des élections régionales de juin  2021, elle est élue au conseil régional Grand-Est pour le département de la Moselle. Elle siège au sein du groupe de la Majorité régionale - Les Républicains, Centristes et Indépendants.

## Palmarès sportif
| Année | Compétition                   | Lieu      | Résultat | Catégorie            |
| ----- | ----------------------------- | --------- | -------- | -------------------- |
| 1989  | Championnats d'Europe juniors | Titograd  | 1er      | Kumite plus de 60 kg |
| 1989  | Jeux mondiaux                 | Karlsruhe | 1er      | Kumite plus de 60 kg |
| 1990  | Championnats d'Europe         | Vienne    | 2e       | Kumite plus de 60 kg |
| 1990  | Championnats du monde         | Mexico    | 1er      | Kumite plus de 60 kg |
| 1991  | Championnats d'Europe         | Hanovre   | 1er      | Kumite plus de 60 kg |
| 1991  | Championnats d'Europe         | Hanovre   | 1er      | Kumite par équipes   |
| 1992  | Championnats du monde         | Grenade   | 1er      | Kumite plus de 60 kg |